# Economia da Salvação

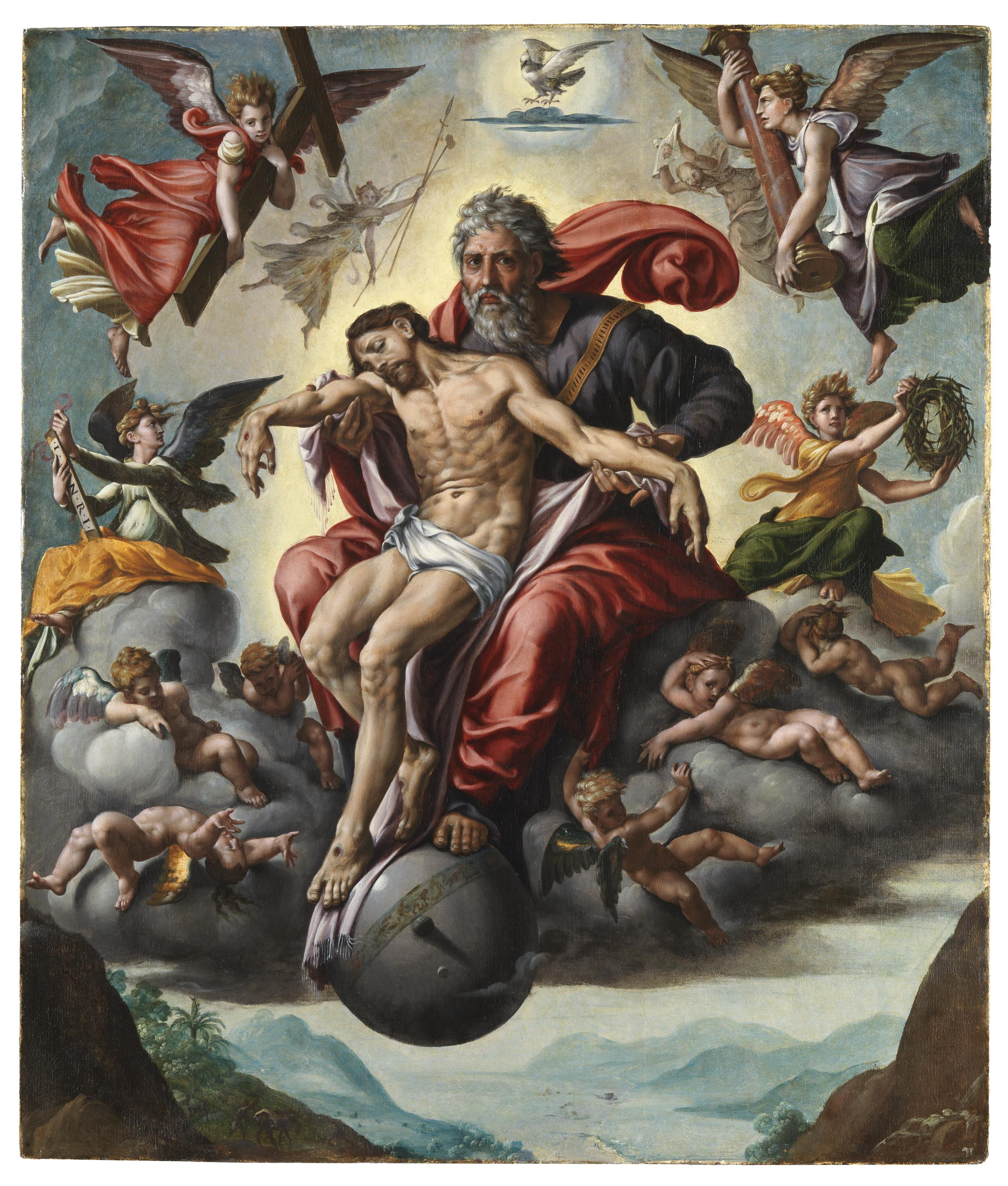
Santíssima Trindade, por Jan Vermeyen, século XVI.

A Economia da Salvação, também chamada de Economia Divina, é aquela parte da revelação divina na tradição cristã que lida com a criação de Deus e a gestão do mundo, especialmente com o seu plano de salvação realizado através da Igreja. Do grego oikonomia (economia), literalmente, "gestão de uma família" ou "mordomia".
São os elementos e recursos revelados por Deus como necessários para a salvação através da revelação especial, as escrituras do Antigo Testamento e do Novo Testamento. A última expressão disso na teologia cristã de acordo com os ensinamentos da Igreja Católica seria a obra de salvação alcançada por Jesus Cristo na cruz. Seu sacrifício pagou por nossas dívidas e, portanto, fez o pagamento por nossos pecados - e, portanto, somos vistos como não culpados perante Deus por nossos pecados cometidos.
O parágrafo 1103 do Catecismo da Igreja Católica também se refere à "Economia da Salvação" como a "economia da Revelação".